# Stefan Bartik
Stefan Bartik (ur. 25 grudnia 1903 w Tarnowie, zm. 3 grudnia 1964 tamże) – polski aktor teatralny, filmowy i telewizyjny.
Z zawodu był drukarzem. Pracował (jako metrampaż) m.in. w drukarni „Ilustrowanego Kuryera Codziennego” w Krakowie, jednak w latach 30. rozpoczął amatorską pracę sceniczną. W 1953 roku zdał eksternistyczny egzamin aktorski.
Występował w Teatrze Ziemi Rzeszowskiej w Rzeszowie (1953), krakowskim Teatrze Młodego Widza (1955–1956) oraz w łódzkim Teatrze Satyry (1956). Od 1963 roku współpracował z Teatrem Ziemi Krakowskiej im. Ludwika Solskiego w Tarnowie.
Pochowany został na Cmentarzu Salwatorskim w Krakowie, sektor SC5-8-7.

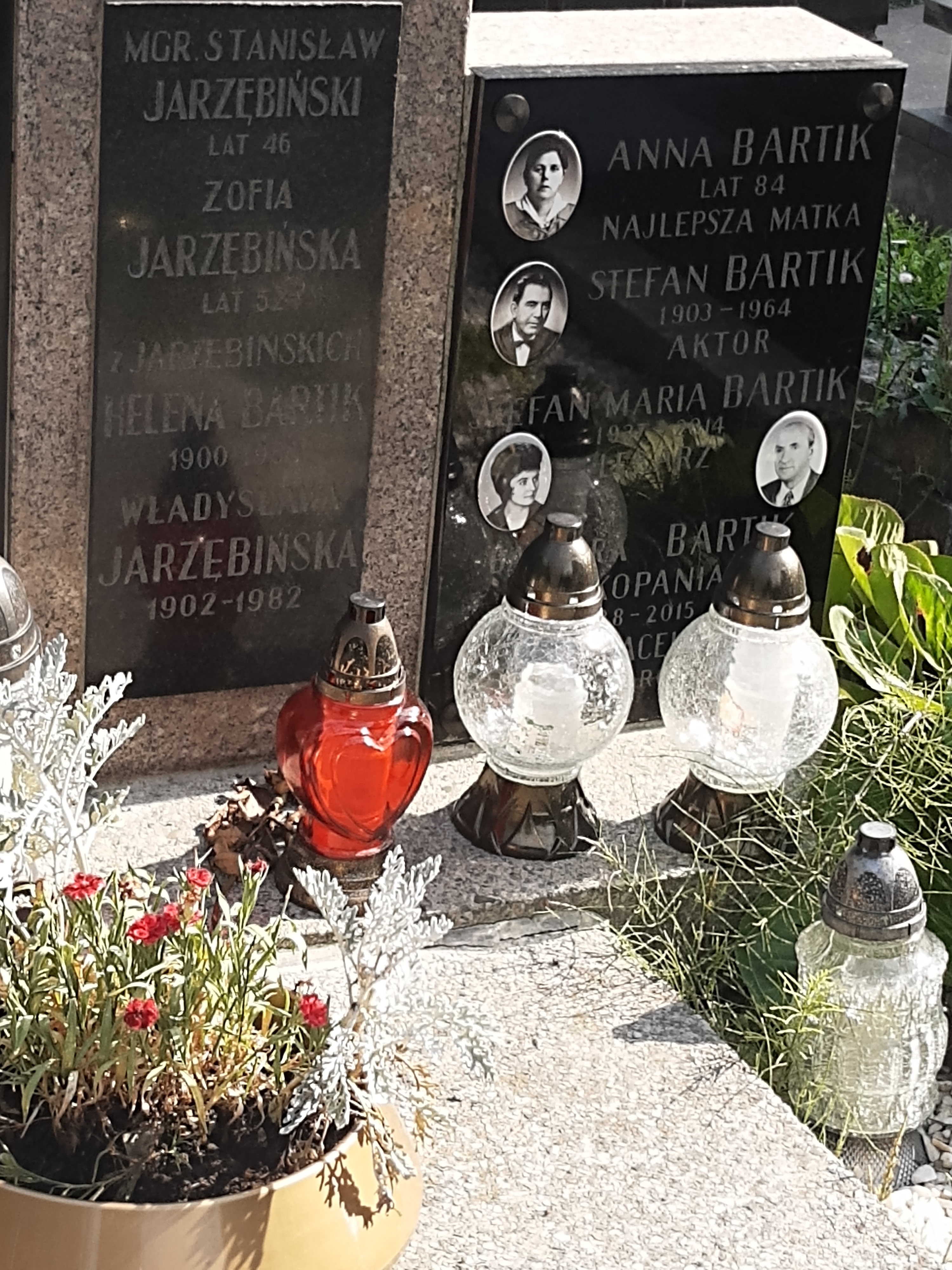
Grób Stefana Bartika na Cmentarzu Salwatorskim

## Spektakle teatralne
- 1953 – Słomkowy kapelusz jako Nonancourt (reż. Jan Perz, Irma Czaykowska)
- 1953 – Moralność pani Dulskiej jako pan Dulski (reż. I. Czaykowska)
- 1953 – Dwa tygodnie w „Raju” jako Planicki (reż. Henryk Lotar)
- 1953 – Domek z kart jako premier (reż. Wanda Wróblewska); także asystent reżysera
- 1953 – Jak hartowała się stal (reż. Hanna Małkowska, Janina Orsza)
- 1955 – Romantyczni jako Błażej (reż. Maria Biliżanka)
- 1955 – Dalekie jako Iwan Markowicz Markow (reż. Zofia Mysłakowska)
- 1955 – Zimowa opowieść jako Autolikus; Woźny (reż. Iwo Gall)
- 1956 – Krzesiwo jako Żołnierz (reż. M. Biliżanka)
- 1956 – Sprawa Kowalskiego jako dyrektor Sporysz; Nacz. Nowicki (reż. Włodzimierz Kwaskowski)
- 1963 – Wszystko dobre, co się dobrze kończy jako żołnierz-tłumacz (reż. Jerzy Jarocki)
- 1963 – Peer Gynt jako Aslak (reż. Lidia Zamkow)
- 1964 – Lalka jako Węgrowicz; Szpigelman (reż. zespołowa)
- 1964 – Wierna rzeka jako oficer I (reż. Jolanta Ziemińska)
- 1964 – Robin Hood (reż. Kazimierz Barnaś)

## Filmografia
- Szkice węglem (1956) jako chłop Gomuła
- Zemsta (1956) jako Śmigalski, dworzanin Cześnika
- Ewa chce spać (1957) jako komisarz, szef 8. komisariatu
- Kapelusz pana Anatola (1957) jako członek bandy
- Muszę myśleć o synku (1957)
- Pętla (1957) jako klient w barze „Pod Orłem” (nie występuje w czołówce)
- Wypad za miasto (1957)
- Kalosze szczęścia (1958) jako człowiek z trąbą
- Miasteczko (1958) jako szynkarz Tuź
- Ostatni strzał (1958) jako Dudziak, restaurator
- Pan Anatol szuka miliona (1958) jako „Gruby”, członek bandy
- Wolne miasto (1958) jako listonosz śmiejący się z Plichty (nie występuje w czołówce)
- Żołnierz królowej Madagaskaru (1958) jako inspicjent w „Arkadii (nie występuje w czołówce)
- Cafe „Pod Minogą” (1959) jako strażnik niemiecki przed willą (nie występuje w czołówce)
- Gdy spadają anioły (1959) jako ojciec dziewczyny (nie występuje w czołówce)
- Inspekcja pana Anatola (1959) jako konduktor w sleepingu
- Miejsce na ziemi (1959) jako robotnik kolejowy (nie występuje w czołówce)
- Sygnały (1959) jako sanitariusz Kulawik
- Ostrożnie Yeti (1960) jako złodziej Karol
- Tysiąc talarów (1960) jako bandyta
- Walet pikowy (1960) jako eks-kamerdyner pp. Dominków
- Mąż swojej żony (1961) jako kibic Skrobiszewski
- Szczęściarz Antoni (1961) jako woźny w USC
- Czarne skrzydła (1962) jako Supernak
- Kryptonim Nektar (1963) jako portier
- Mansarda (1963) (nie występuje w czołówce)
- Naganiacz (1963) jako człowiek ze spalonej leśniczówki
- Agnieszka 46 (1964) jako inwalida
- Rachunek sumienia (1964) jako Lesikiewicz
- Rękopis znaleziony w Saragossie (1964) jako właściciel gospody „Pod Krzyżem Maltańskim”